# ویتونیتسه (ناحیه زنویمو)
ویتونیتسه (به چکی: Vítonice) یک منطقهٔ مسکونی در جمهوری چک است که در ناحیه زنویمو واقع شده‌است. ویتونیتسه ۵٫۷۵ کیلومتر مربع مساحت و ۲۴۴ نفر جمعیت دارد و ۲۰۲ متر بالاتر از سطح دریا واقع شده‌است.